# سته ۳۶۸۴
سیارک ۳۶۸۴ (به انگلیسی: 3684 Berry، نامگذاری:1983AK) سه هزار و ششصد و هشتاد و چهارمین سیارک کشف شده‌است که در ۹ ژانویه ۱۹۸۳ کشف شد.
قدر مطلق سیارک برابر ۱۳٫۴۰ است.